# Метехара
Метехара (амх. መተሐራ) — город в центральной части Эфиопии, в регионе Оромия.

## История
В первые десятилетия XX века район описывался, как разделённый между племенами оромо, афар, сомалийским кланом дир и амхара. Сомалийские поселенцы из кланов исса и гадабуурси мигрировали в этот регион в конце эпохи правления негуса Менелика II. Несмотря на это, в районе проживало мало людей до прибытия голландской корпорации Handelsvereeningung Amsterdam (HVA), после её изгнания из Индонезии в 1954 году, которая основала в Метехаре завод по переработке сахара.
В 1970 году представители народа оромо устроили вооруженную демонстрацию в Метехаре, в ходе которой были разрушены заборы и здания на плантации HVA. 3 февраля 1975 года Временный военно-административный совет объявил, что сахарная плантация будет полностью национализирована.
Во время засухи 2002 года в Метехаре был убит лидер оромо, что усилило напряжённость в отношениях между племенами оромо и афар.

## Климат
| Показатель                    | Янв. | Фев. | Март | Апр. | Май | Июнь | Июль | Авг. | Сен. | Окт. | Нояб. | Дек. |
| ----------------------------- | ---- | ---- | ---- | ---- | --- | ---- | ---- | ---- | ---- | ---- | ----- | ---- |
| Средний суточный максимум, °C | 32   | 35   | 36   | 37   | 38  | 32   | 28   | 28   | 34   | 36   | 35    | 33   |
| Средний суточный минимум, °C  | 16   | 19   | 18   | 19   | 19  | 18   | 18   | 14   | 17   | 17   | 16    | 16   |
| Норма осадков, мм             | 10   | 10   | 31   | 82   | 136 | 41   | 228  | 202  | 184  | 75   | 14    | 4    |
| Источник: NASA                |      |      |      |      |     |      |      |      |      |      |       |      |

## Население
Согласно данным Центрального статистического агентства Эфиопии за 2005 год, общая численность населения составляет 21 348 человек, из которых 10 763 мужчин и 10 585 женщин.
| Численность населения | Численность населения | Численность населения |
| 1994                  | 2005                  | 2006                  |
| --------------------- | --------------------- | --------------------- |
| 11 934                | ↗21 348               | ↗17 741               |